# タウンゼンド侯爵
タウンゼンド侯爵（英: Marquess Townshend [ˈtaʊnzənd]）は、イギリスの侯爵位。グレートブリテン貴族。
1618年創設のレイナムのタウンゼンド準男爵位、1682年創設のタウンゼンド子爵位を前身とし、1787年に陸軍軍人の第4代タウンゼンド子爵ジョージ・タウンゼンドが叙されたのに始まる爵位である。

## 歴史
庶民院議員ロジャー・タウンゼンド(1596–1637)は、1617年4月16日にノーフォーク州におけるレイナムの準男爵(13th Baronet, "of Raynham, in the County of Norfolk")に叙せられた。
その次男である第3代準男爵ホレーショ・タウンゼンド(1630–1687)も庶民院議員を務め、1661年4月20日にノーフォーク州におけるリン・レジスのタウンゼンド男爵(Baron Townshend, of Lynn Regis in the County of Norfolk)、1682年12月11日にノーフォーク州におけるレイナムのタウンゼンド子爵(Viscount Townshend, of Raynham in the County of Norfolk)に叙せられた。
その長男である第2代タウンゼンド子爵チャールズ・タウンゼンド(1674–1738)は、義兄ウォルポールとともにハノーヴァー朝初期のホイッグ党政権の中枢となり、ウォルポール内閣では外交政策を担当した。しかしやがて外交方針をめぐってウォルポールと対立し、1730年に退任。退任後には領地で農業生活を送り、ノーフォーク農法と呼ばれる穀物輸作法を編み出した。
その孫である4代タウンゼンド子爵ジョージ・タウンゼンド(1724–1807)は、陸軍軍人として七年戦争でカナダ・ケベックにおける戦いなどを指揮した。ホイッグ党の政治家としても活躍し、アイルランド総督(在職1767年-1772年)や補給庁長官(1772年-1782年)を務めた。そして1787年10月31日にタウンゼンド侯爵(Marquess Townshend)に叙せられた。これがタウンゼンド侯爵家の創始となる。
ちなみに彼の弟チャールズ・タウンゼンド(1725-1767)も政界で活躍し、大ピット内閣で財務大臣を務め、1767年にはアメリカ植民地への課税を盛り込んだタウンゼンド諸法の制定を主導してアメリカ植民地人の反発を買ったことで知られる。
初代侯の息子で2代タウンゼンド侯となるジョージ・タウンゼンド(1753–1811)は、1770年に母シャーロットの死により議会招集令状によるイングランド貴族爵位である第17代チャートリーのフェラーズ男爵位と第8代コンプトン男爵位を継承し、その資格で1774年から貴族院議員となった。さらに1784年5月18日にはグレートブリテン貴族爵位レスター伯爵(Earl of Leicester)に叙せられた。王立造幣局長官(在職1790年-1794年)や共同郵政長官(在職1794年-1799年)、王室家政長官(在職1799年-1802年)などの官職を務めた後、1807年の父の死により第2代タウンゼンド侯爵位を継承している。
その息子である3代侯ジョージ・タウンゼンド(1778–1855)には子供がなかったので、彼の死とともにレスター伯爵位は廃絶した。チャートリーのフェラーズ男爵とコンプトン男爵位は議会召集令状によるイングランド貴族爵位であるので男子なき場合に姉妹間に優劣のない女系継承が可能であるが、3代侯の姉妹の家系は2つ残っていたため、継承者が決められず、停止(abeyance)となった。
それ以外の爵位は3代侯の従兄弟であるジョン・タウンゼンド(1798–1863)（4代タウンゼンド侯）に継承された。彼は襲爵前にタムワース選挙区から選出されて自由党の庶民院議員を務めていた。
その息子である5代侯ジョン・タウンゼンド(1831–1899)も襲爵前に同選挙区から選出されて自由党の庶民院議員を務めている。
現在の当主は8代侯チャールズ・タウンゼンド(1945-)である。
本邸はノーフォーク・フェイクナムにあるレイナム・ホール。家訓は「我らが一族のために信頼を得る」（Haec Generi Incrementa Fides）。

## 現当主の保有爵位/準男爵位
現在の当主である8代タウンゼンド侯爵チャールズ・タウンゼンドは以下の爵位を保有している。
- 第8代タウンゼンド侯爵 (8th Marquess Townshend)

(1787年10月31日の勅許状によるグレートブリテン貴族爵位)
- ノーフォーク州におけるレイナムの第11代タウンゼンド子爵 (11th Viscount Townshend, of Raynham in the County of Norfolk)

(1682年12月11日の勅許状によるイングランド貴族爵位)
- ノーフォーク州におけるリン・レジスの第11代タウンゼンド男爵 (11th Baron Townshend, of Lynn Regis in the County of Norfolk)

(1661年4月20日の勅許状によるイングランド貴族爵位)
- (ノーフォーク州におけるレイナム)第13代準男爵 (13th Baronet, "of Raynham, in the County of Norfolk")

(1617年4月16日の勅許状によるイングランド準男爵位)
爵位がすべて「タウンゼンド」であるため、法定推定相続人はレイナム子爵(Viscount Raynham)という儀礼称号を使用する。

## 一覧

### レイナムのタウンゼンド準男爵 (1617年)
- 初代準男爵サー・ロジャー・タウンゼンド（英語版） (1596–1637)

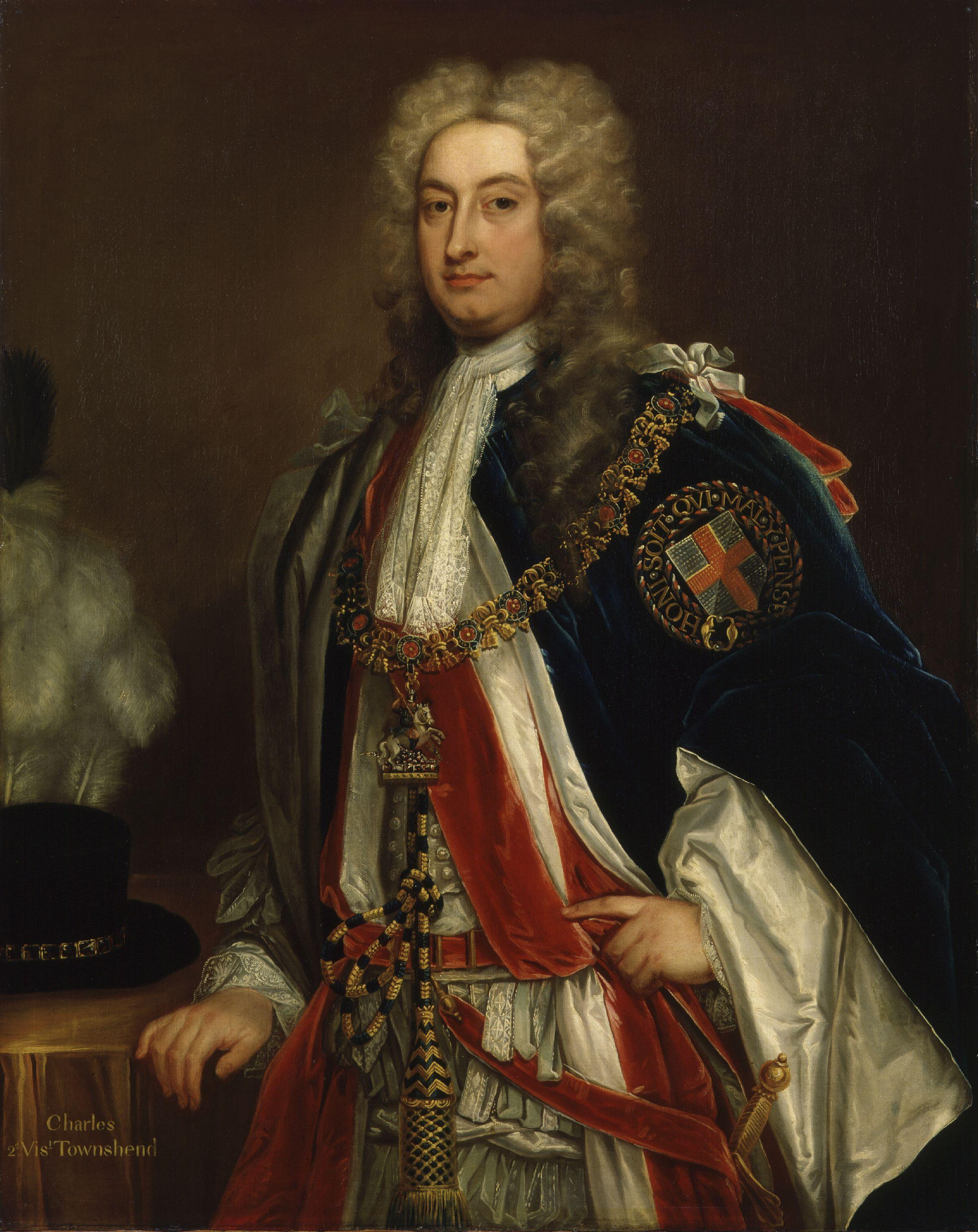
第2代タウンゼンド子爵チャールズ・タウンゼンド

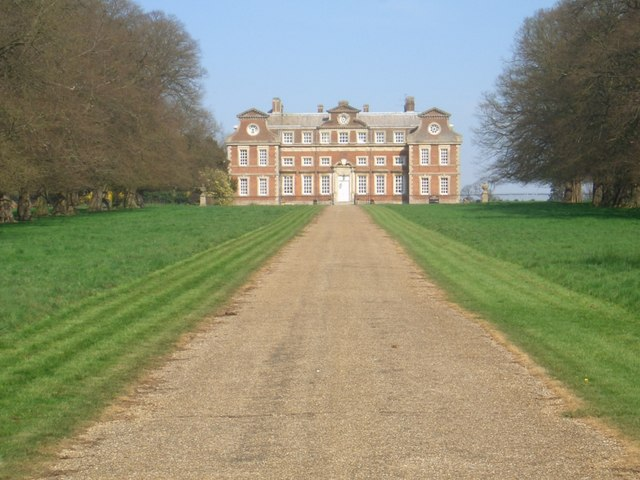
本邸レイナム・ホール。

- 2代準男爵サー・ロジャー・タウンゼンド (1628–1648)
- 3代準男爵サー・ホレーショ・タウンゼンド（英語版） (1630–1687) 
  - 1661年にタウンゼンド男爵、1682年にタウンゼンド子爵に叙される

### タウンゼンド子爵 (1682年)
- 初代タウンゼンド子爵ホレーショ・タウンゼンド（英語版） (1630–1687)
- 2代タウンゼンド子爵チャールズ・タウンゼンド (1674–1738)
- 3代タウンゼンド子爵チャールズ・タウンゼンド (1700–1764)
- 4代タウンゼンド子爵ジョージ・タウンゼンド (1724–1807) 
  - 1787年にタウンゼンド侯爵に叙される

### タウンゼンド侯爵 (1787年)
- 初代タウンゼンド侯ジョージ・タウンゼンド (1724–1807)
- 2代タウンゼンド侯・初代レスター伯ジョージ・タウンゼンド（英語版） (1753–1811)
- 3代タウンゼンド侯・2代レスター伯ジョージ・フェラーズ・タウンゼンド（英語版） (1778–1855)
- 4代タウンゼンド侯ジョン・タウンゼンド（英語版） (1798–1863)
- 5代タウンゼンド侯ジョン・ヴィリアーズ・ステュアート・タウンゼンド（英語版） (1831–1899)
- 6代タウンゼンド侯ジョン・ジェイムズ・ダドリー・ステュアート・タウンゼンド（英語版） (1866–1921)
- 7代タウンゼンド侯ジョージ・ジョン・パトリック・ドミニク・タウンゼンド（英語版） (1916–2010)
- 8代タウンゼンド侯チャールズ・ジョージ・タウンゼンド（英語版） (1945-)
  - 法定推定相続人は現当主の息子レイナム子爵(儀礼称号)トマス・チャールズ・タウンゼンド(1977-)

## 系譜図
|  |  |                                                |                                                |                                                |                                                | ロジャー・タウンゼンド 初代準男爵 (1596-1637)                              |                                                                            |                                                                            |                                                                            |                                                                               |                                                                            |                                                                       |                                                                       |                                                                       |                                                                       |                                                        |                                                        |                                                        |                                                        |  |  |  |  |  |  |  |  |  |  |  |  |  |  |
|  |  |                                                |                                                |                                                |                                                |                                                                            |                                                                            |                                                                            |                                                                            |                                                                               |                                                                            |                                                                       |                                                                       |                                                                       |                                                                       |                                                        |                                                        |                                                        |                                                        |  |  |  |  |  |  |  |  |  |  |  |  |  |  |
|  |  |                                                |                                                |                                                |                                                |                                                                            |                                                                            |                                                                            |                                                                            |                                                                               |                                                                            |                                                                       |                                                                       |                                                                       |                                                                       |                                                        |                                                        |                                                        |                                                        |  |  |  |  |  |  |  |  |  |  |  |  |  |  |
|  |  | ロジャー・タウンゼンド 第2代準男爵 (1628-1648) | ロジャー・タウンゼンド 第2代準男爵 (1628-1648) | ロジャー・タウンゼンド 第2代準男爵 (1628-1648) | ロジャー・タウンゼンド 第2代準男爵 (1628-1648) | ロジャー・タウンゼンド 第2代準男爵 (1628-1648)                             | ロジャー・タウンゼンド 第2代準男爵 (1628-1648)                             |                                                                            |                                                                            | ホレーショ・タウンゼンド 初代タウンゼンド子爵 第3代準男爵 (1630-1687)         | ホレーショ・タウンゼンド 初代タウンゼンド子爵 第3代準男爵 (1630-1687)      | ホレーショ・タウンゼンド 初代タウンゼンド子爵 第3代準男爵 (1630-1687) | ホレーショ・タウンゼンド 初代タウンゼンド子爵 第3代準男爵 (1630-1687) | ホレーショ・タウンゼンド 初代タウンゼンド子爵 第3代準男爵 (1630-1687) | ホレーショ・タウンゼンド 初代タウンゼンド子爵 第3代準男爵 (1630-1687) |                                                        |                                                        |                                                        |                                                        |  |  |  |  |  |  |  |  |  |  |  |  |  |  |
|  |  | ロジャー・タウンゼンド 第2代準男爵 (1628-1648) | ロジャー・タウンゼンド 第2代準男爵 (1628-1648) | ロジャー・タウンゼンド 第2代準男爵 (1628-1648) | ロジャー・タウンゼンド 第2代準男爵 (1628-1648) | ロジャー・タウンゼンド 第2代準男爵 (1628-1648)                             | ロジャー・タウンゼンド 第2代準男爵 (1628-1648)                             |                                                                            |                                                                            | ホレーショ・タウンゼンド 初代タウンゼンド子爵 第3代準男爵 (1630-1687)         | ホレーショ・タウンゼンド 初代タウンゼンド子爵 第3代準男爵 (1630-1687)      | ホレーショ・タウンゼンド 初代タウンゼンド子爵 第3代準男爵 (1630-1687) | ホレーショ・タウンゼンド 初代タウンゼンド子爵 第3代準男爵 (1630-1687) | ホレーショ・タウンゼンド 初代タウンゼンド子爵 第3代準男爵 (1630-1687) | ホレーショ・タウンゼンド 初代タウンゼンド子爵 第3代準男爵 (1630-1687) |                                                        |                                                        |                                                        |                                                        |  |  |  |  |  |  |  |  |  |  |  |  |  |  |
|  |  |                                                |                                                |                                                |                                                |                                                                            |                                                                            |                                                                            |                                                                            | チャールズ・タウンゼンド 第2代タウンゼンド子爵 (1674-1738)                    |                                                                            |                                                                       |                                                                       |                                                                       |                                                                       |                                                        |                                                        |                                                        |                                                        |  |  |  |  |  |  |  |  |  |  |  |  |  |  |
|  |  |                                                |                                                |                                                |                                                |                                                                            |                                                                            |                                                                            |                                                                            |                                                                               |                                                                            |                                                                       |                                                                       |                                                                       |                                                                       |                                                        |                                                        |                                                        |                                                        |  |  |  |  |  |  |  |  |  |  |  |  |  |  |
|  |  |                                                |                                                |                                                |                                                |                                                                            |                                                                            |                                                                            |                                                                            | チャールズ・タウンゼンド 第3代タウンゼンド子爵 (1700-1764)                    |                                                                            |                                                                       |                                                                       |                                                                       |                                                                       |                                                        |                                                        |                                                        |                                                        |  |  |  |  |  |  |  |  |  |  |  |  |  |  |
|  |  |                                                |                                                |                                                |                                                |                                                                            |                                                                            |                                                                            |                                                                            |                                                                               |                                                                            |                                                                       |                                                                       |                                                                       |                                                                       |                                                        |                                                        |                                                        |                                                        |  |  |  |  |  |  |  |  |  |  |  |  |  |  |
|  |  |                                                |                                                |                                                |                                                |                                                                            |                                                                            |                                                                            |                                                                            | ジョージ・タウンゼンド 初代タウンゼンド侯爵 第4代タウンゼンド子爵 (1724-1807) |                                                                            |                                                                       |                                                                       |                                                                       |                                                                       |                                                        |                                                        |                                                        |                                                        |  |  |  |  |  |  |  |  |  |  |  |  |  |  |
|  |  |                                                |                                                |                                                |                                                |                                                                            |                                                                            |                                                                            |                                                                            |                                                                               |                                                                            |                                                                       |                                                                       |                                                                       |                                                                       |                                                        |                                                        |                                                        |                                                        |  |  |  |  |  |  |  |  |  |  |  |  |  |  |
|  |  |                                                |                                                |                                                |                                                |                                                                            |                                                                            |                                                                            |                                                                            |                                                                               |                                                                            |                                                                       |                                                                       |                                                                       |                                                                       |                                                        |                                                        |                                                        |                                                        |  |  |  |  |  |  |  |  |  |  |  |  |  |  |
|  |  |                                                |                                                |                                                |                                                | ジョージ・タウンゼンド 第2代タウンゼンド侯爵 初代レスター伯爵 (1755-1811)  | ジョージ・タウンゼンド 第2代タウンゼンド侯爵 初代レスター伯爵 (1755-1811)  | ジョージ・タウンゼンド 第2代タウンゼンド侯爵 初代レスター伯爵 (1755-1811)  | ジョージ・タウンゼンド 第2代タウンゼンド侯爵 初代レスター伯爵 (1755-1811)  | ジョージ・タウンゼンド 第2代タウンゼンド侯爵 初代レスター伯爵 (1755-1811)     | ジョージ・タウンゼンド 第2代タウンゼンド侯爵 初代レスター伯爵 (1755-1811)  |                                                                       |                                                                       | ジョン・タウンゼンド (1757-1833)                                      | ジョン・タウンゼンド (1757-1833)                                      | ジョン・タウンゼンド (1757-1833)                       | ジョン・タウンゼンド (1757-1833)                       | ジョン・タウンゼンド (1757-1833)                       | ジョン・タウンゼンド (1757-1833)                       |  |  |  |  |  |  |  |  |  |  |  |  |  |  |
|  |  |                                                |                                                |                                                |                                                | ジョージ・タウンゼンド 第2代タウンゼンド侯爵 初代レスター伯爵 (1755-1811)  | ジョージ・タウンゼンド 第2代タウンゼンド侯爵 初代レスター伯爵 (1755-1811)  | ジョージ・タウンゼンド 第2代タウンゼンド侯爵 初代レスター伯爵 (1755-1811)  | ジョージ・タウンゼンド 第2代タウンゼンド侯爵 初代レスター伯爵 (1755-1811)  | ジョージ・タウンゼンド 第2代タウンゼンド侯爵 初代レスター伯爵 (1755-1811)     | ジョージ・タウンゼンド 第2代タウンゼンド侯爵 初代レスター伯爵 (1755-1811)  |                                                                       |                                                                       | ジョン・タウンゼンド (1757-1833)                                      | ジョン・タウンゼンド (1757-1833)                                      | ジョン・タウンゼンド (1757-1833)                       | ジョン・タウンゼンド (1757-1833)                       | ジョン・タウンゼンド (1757-1833)                       | ジョン・タウンゼンド (1757-1833)                       |  |  |  |  |  |  |  |  |  |  |  |  |  |  |
|  |  |                                                |                                                |                                                |                                                | ジョージ・タウンゼンド 第3代タウンゼンド侯爵 第2代レスター伯爵 (1778-1855) | ジョージ・タウンゼンド 第3代タウンゼンド侯爵 第2代レスター伯爵 (1778-1855) | ジョージ・タウンゼンド 第3代タウンゼンド侯爵 第2代レスター伯爵 (1778-1855) | ジョージ・タウンゼンド 第3代タウンゼンド侯爵 第2代レスター伯爵 (1778-1855) | ジョージ・タウンゼンド 第3代タウンゼンド侯爵 第2代レスター伯爵 (1778-1855)    | ジョージ・タウンゼンド 第3代タウンゼンド侯爵 第2代レスター伯爵 (1778-1855) |                                                                       |                                                                       | ジョン・タウンゼンド 第4代タウンゼンド侯爵 (1798-1863)                | ジョン・タウンゼンド 第4代タウンゼンド侯爵 (1798-1863)                | ジョン・タウンゼンド 第4代タウンゼンド侯爵 (1798-1863) | ジョン・タウンゼンド 第4代タウンゼンド侯爵 (1798-1863) | ジョン・タウンゼンド 第4代タウンゼンド侯爵 (1798-1863) | ジョン・タウンゼンド 第4代タウンゼンド侯爵 (1798-1863) |  |  |  |  |  |  |  |  |  |  |  |  |  |  |
|  |  |                                                |                                                |                                                |                                                | ジョージ・タウンゼンド 第3代タウンゼンド侯爵 第2代レスター伯爵 (1778-1855) | ジョージ・タウンゼンド 第3代タウンゼンド侯爵 第2代レスター伯爵 (1778-1855) | ジョージ・タウンゼンド 第3代タウンゼンド侯爵 第2代レスター伯爵 (1778-1855) | ジョージ・タウンゼンド 第3代タウンゼンド侯爵 第2代レスター伯爵 (1778-1855) | ジョージ・タウンゼンド 第3代タウンゼンド侯爵 第2代レスター伯爵 (1778-1855)    | ジョージ・タウンゼンド 第3代タウンゼンド侯爵 第2代レスター伯爵 (1778-1855) |                                                                       |                                                                       | ジョン・タウンゼンド 第4代タウンゼンド侯爵 (1798-1863)                | ジョン・タウンゼンド 第4代タウンゼンド侯爵 (1798-1863)                | ジョン・タウンゼンド 第4代タウンゼンド侯爵 (1798-1863) | ジョン・タウンゼンド 第4代タウンゼンド侯爵 (1798-1863) | ジョン・タウンゼンド 第4代タウンゼンド侯爵 (1798-1863) | ジョン・タウンゼンド 第4代タウンゼンド侯爵 (1798-1863) |  |  |  |  |  |  |  |  |  |  |  |  |  |  |
|  |  |                                                |                                                |                                                |                                                |                                                                            |                                                                            |                                                                            |                                                                            |                                                                               |                                                                            |                                                                       |                                                                       | ジョン・タウンゼンド 第5代タウンゼンド侯爵 (1831-1899)                |                                                                       |                                                        |                                                        |                                                        |                                                        |  |  |  |  |  |  |  |  |  |  |  |  |  |  |
|  |  |                                                |                                                |                                                |                                                |                                                                            |                                                                            |                                                                            |                                                                            |                                                                               |                                                                            |                                                                       |                                                                       |                                                                       |                                                                       |                                                        |                                                        |                                                        |                                                        |  |  |  |  |  |  |  |  |  |  |  |  |  |  |
|  |  |                                                |                                                |                                                |                                                |                                                                            |                                                                            |                                                                            |                                                                            |                                                                               |                                                                            |                                                                       |                                                                       | ジョン・タウンゼンド 第6代タウンゼンド侯爵 (1866-1921)                |                                                                       |                                                        |                                                        |                                                        |                                                        |  |  |  |  |  |  |  |  |  |  |  |  |  |  |
|  |  |                                                |                                                |                                                |                                                |                                                                            |                                                                            |                                                                            |                                                                            |                                                                               |                                                                            |                                                                       |                                                                       |                                                                       |                                                                       |                                                        |                                                        |                                                        |                                                        |  |  |  |  |  |  |  |  |  |  |  |  |  |  |
|  |  |                                                |                                                |                                                |                                                |                                                                            |                                                                            |                                                                            |                                                                            |                                                                               |                                                                            |                                                                       |                                                                       | ジョージ・タウンゼンド 第7代タウンゼンド侯爵 (1916-2010)              |                                                                       |                                                        |                                                        |                                                        |                                                        |  |  |  |  |  |  |  |  |  |  |  |  |  |  |
|  |  |                                                |                                                |                                                |                                                |                                                                            |                                                                            |                                                                            |                                                                            |                                                                               |                                                                            |                                                                       |                                                                       |                                                                       |                                                                       |                                                        |                                                        |                                                        |                                                        |  |  |  |  |  |  |  |  |  |  |  |  |  |  |
|  |  |                                                |                                                |                                                |                                                |                                                                            |                                                                            |                                                                            |                                                                            |                                                                               |                                                                            |                                                                       |                                                                       | チャールズ・タウンゼンド 第8代タウンゼンド侯爵 (1945- )               |                                                                       |                                                        |                                                        |                                                        |                                                        |  |  |  |  |  |  |  |  |  |  |  |  |  |  |
|  |  |                                                |                                                |                                                |                                                |                                                                            |                                                                            |                                                                            |                                                                            |                                                                               |                                                                            |                                                                       |                                                                       |                                                                       |                                                                       |                                                        |                                                        |                                                        |                                                        |  |  |  |  |  |  |  |  |  |  |  |  |  |  |
|  |  |                                                |                                                |                                                |                                                |                                                                            |                                                                            |                                                                            |                                                                            |                                                                               |                                                                            |                                                                       |                                                                       | トマス・タウンゼンド (法定推定相続人) (1977- )                        |                                                                       |                                                        |                                                        |                                                        |                                                        |  |  |  |  |  |  |  |  |  |  |  |  |  |  |